# (5656) Oldfield
(5656) Oldfield – planetoida z pasa głównego asteroid okrążająca Słońce w ciągu 3 lat i 314 dni w średniej odległości 2,46 j.a. Została odkryta 8 października 1920 roku w Hamburg-Bergedorf Observatory w Bergedorfie przez Waltera Baade. Nazwa planetoidy pochodzi od Mike'a Oldfielda, brytyjskiego kompozytora i muzyka. Przed nadaniem nazwy planetoida nosiła oznaczenie tymczasowe (5656) A920 TA.